# 小行星5910
小行星5910（英語：5910 Zatopek）是一颗围绕太阳公转的小行星。1989年11月29日，安東寧·姆爾科斯在克列特发现了此天体。
这颗小行星的绝对星等为290.85958等。